# Rettenbach (Souabe)
Pour les articles homonymes, voir Rettenbach.
Rettenbach est une commune de Bavière (Allemagne), située dans l'arrondissement de Guntzbourg, dans le district de Souabe.